# Mała kolej automatyczna

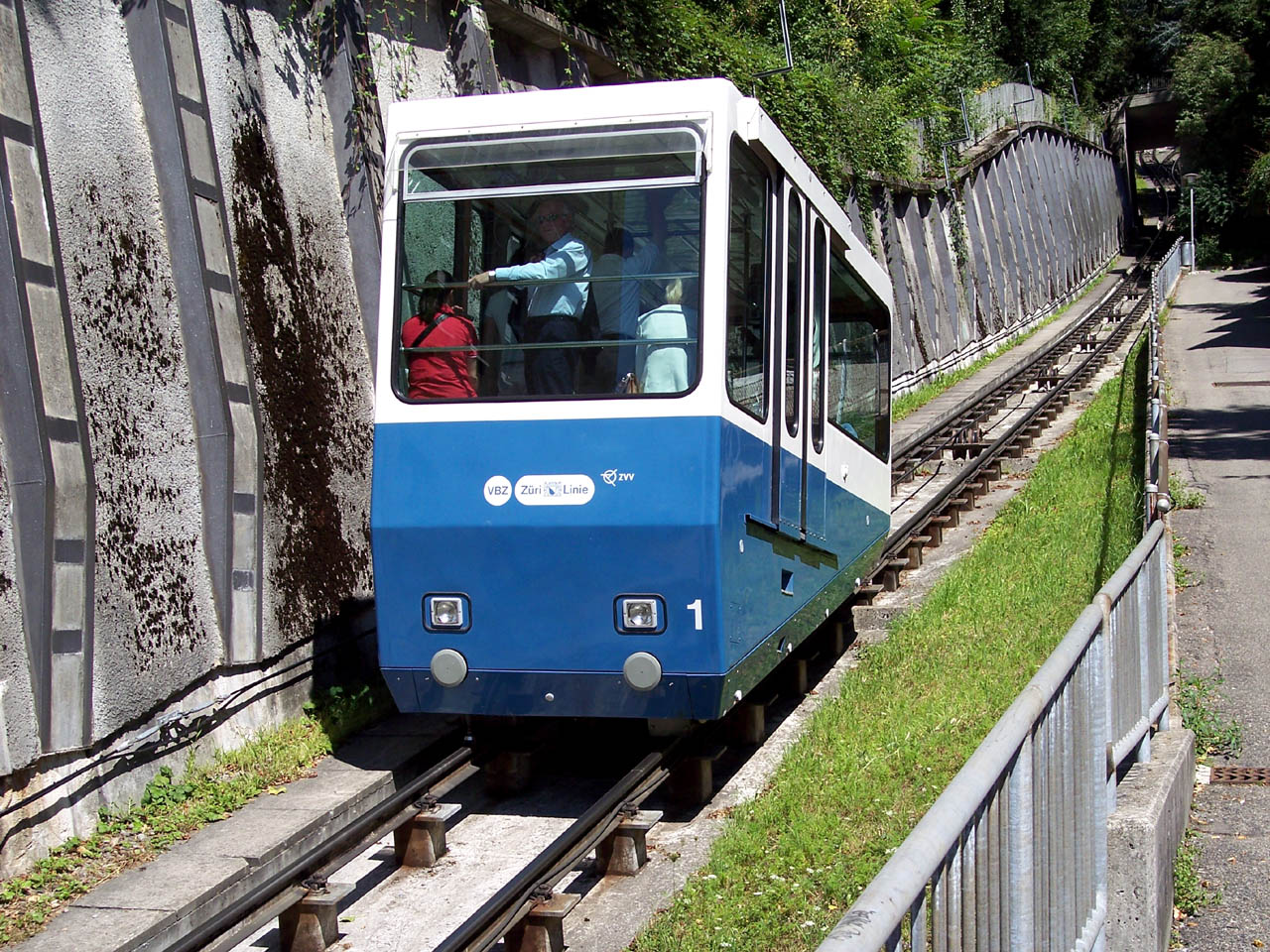
Funikular automatyczny: Zurych – Rigiblick-Bahn

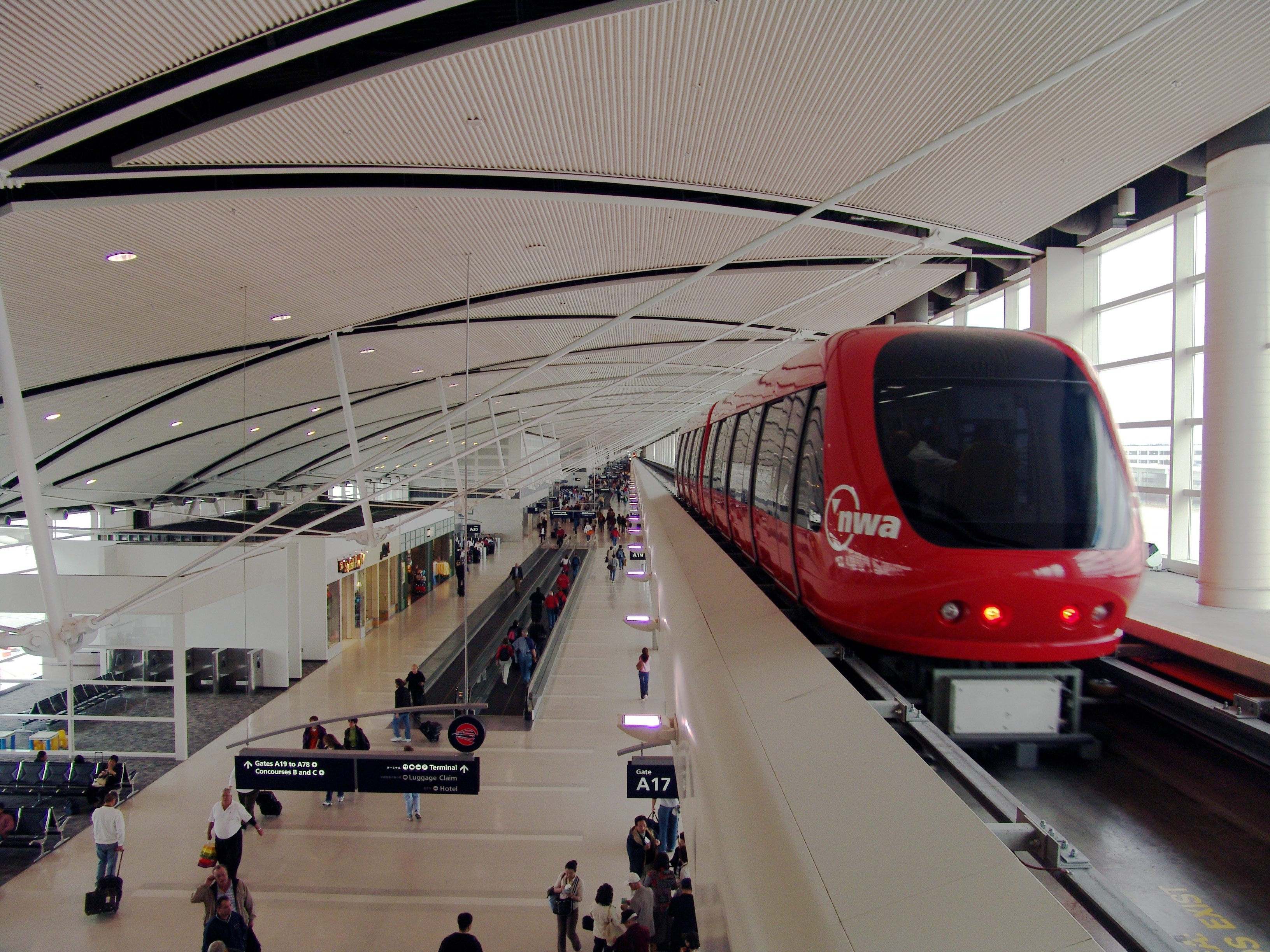
Kolejka w terminalu lotniska: ExpressTram na lotnisku Detroit

Mała kolej automatyczna (w skrócie „MAK”) – kolej operująca stosunkowo krótkimi pociągami w trybie automatycznym, bez maszynisty. Mała kolej automatyczna może być częścią szerszego pojęcia „People Mover” (dosł.: „środek przewożący ludzi”) – szerokiej i mało ostrej definicji formy środków transportu, obejmującej również windy, chodniki i schody ruchome – o ile spełniają one rolę w transporcie publicznym. Niektóre „MAK” mogą pełnić istotną rolę jako postać szybkiej kolei miejskiej, niekiedy traktowane są jako jedna z linii metra (np. w Tajpej).
Szczególną popularność zdobyła francuska formuła „MAK” – znana pod nazwą „VAL” (Véhicule automatique léger, pol.: „lekki pojazd automatyczny”). Wiele miast, stojących w obliczu konieczności wprowadzenia technologii szynowej do sieci transportowej, wybrało ją zamiast tramwaju (np. Rennes). Budowa takiej kolei jest tańsza w stosunku do „ciężkiego metra” ze względu na mniejszy przekrój tunelu (zwykle dwutorowego) oraz krótsze stacje. Odznacza się jednak także mniejszą przepustowością.
Inne popularne rozwiązanie „MAK”, firmy Mitsubishi, znalazło kilka zastosowań w Japonii i w Azji Południowo-Wschodniej. Są to jednak jak dotąd, w przeciwieństwie do VAL, kolejki wyłącznie nadziemne.
Adhezyjne małe koleje automatyczne zwykle są w technologii ogumionej; wyjątkowo zdarzają się w postaciach konwencjonalnej, np.: Detroit People Mover, albo jednoszynowej, np. Jacksonville Skyway. Na pograniczu „małej” i „dużej” kolei automatycznej znajduje się maglev „Linimo” pod Nagoją.
Nie wszystkie koleje eksploatowane w trybie „Automatic Train Operation” (ATO) mają pociągi bezzałogowe. Obsadę maszynistów stosuje się przede wszystkim w przypadku długich pociągów – ze względów bezpieczeństwa (wówczas kolej trudno nazwać „małą”), a niekiedy z innych względów (Scarborough Rapid Transit pod Toronto ma obsadę maszynistów wskutek nalegania związków zawodowych). Rola maszynistów w normalnym ruchu sprowadza się do kontroli przebiegu jazdy oraz zamykania drzwi na peronach.

## Wybrane koleje
| Długość linii kolejek automatycznych | Długość linii kolejek automatycznych | Długość linii kolejek automatycznych |
| Nazwa                                | Długość w km                         | Uwagi                                |
| ------------------------------------ | ------------------------------------ | ------------------------------------ |
| Vancouver, SkyTrain: linia Millenium | 42,1                                 | system rozgałęźny długości 49,6 km   |
| Lille-Roubaix-Tourcoing, Métro 2     | 31,7                                 | cały system: 45,2 km                 |
| Tuluza, Métro B                      | 15,0                                 | cały system: 27,3 km                 |
| Londyn, Docklands Light Railway      | 12,7                                 | system rozgałęźny długości 31,4 km   |
| Tuluza, Métro A                      | 12,3                                 |                                      |

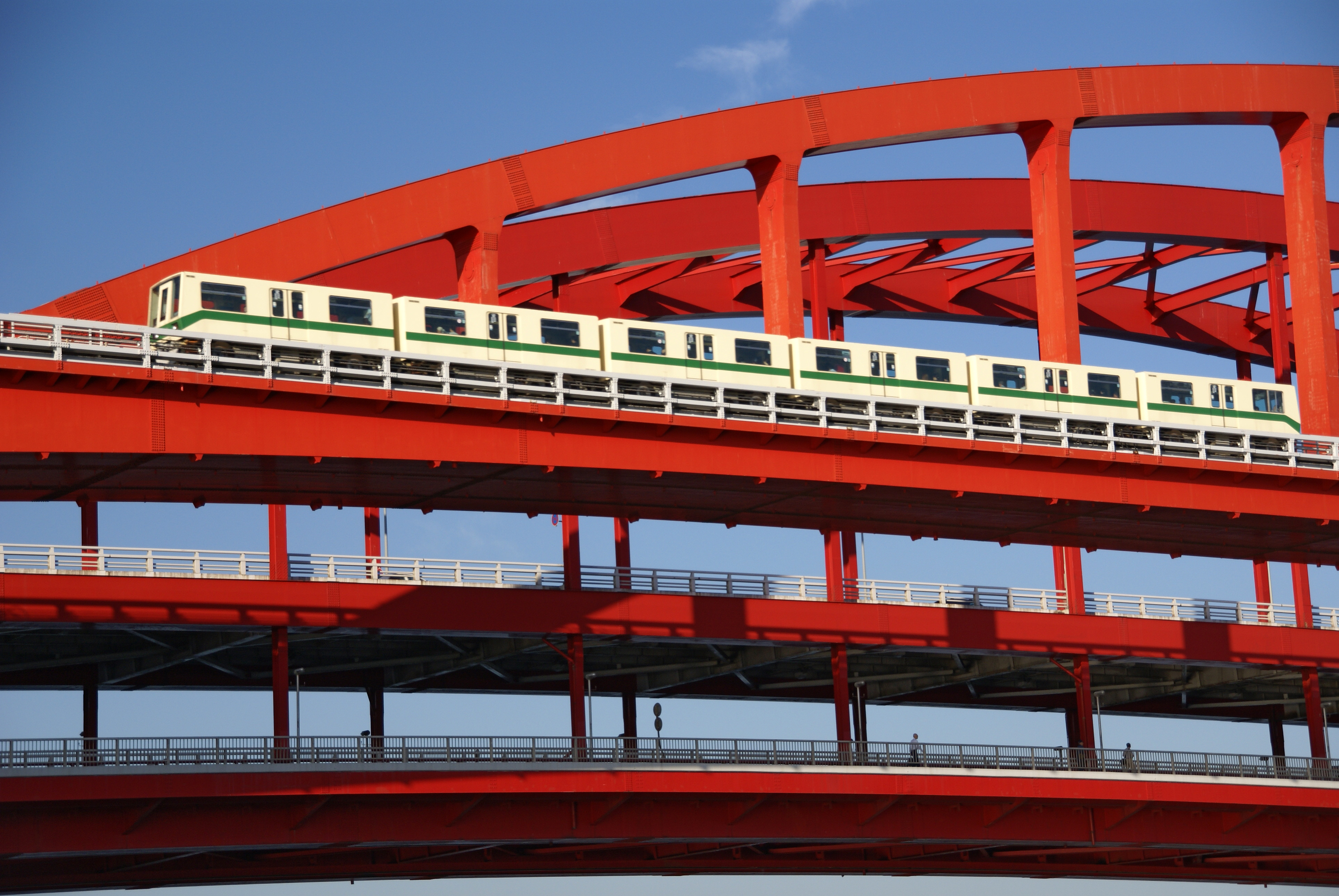
Kolejka dowożąca: Kobe – Portliner

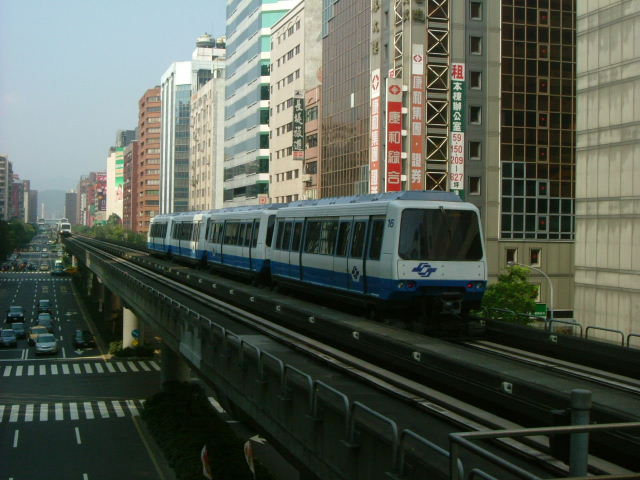
„Lekkie metro”: Tajpej – linia Muzha metra (VAL)

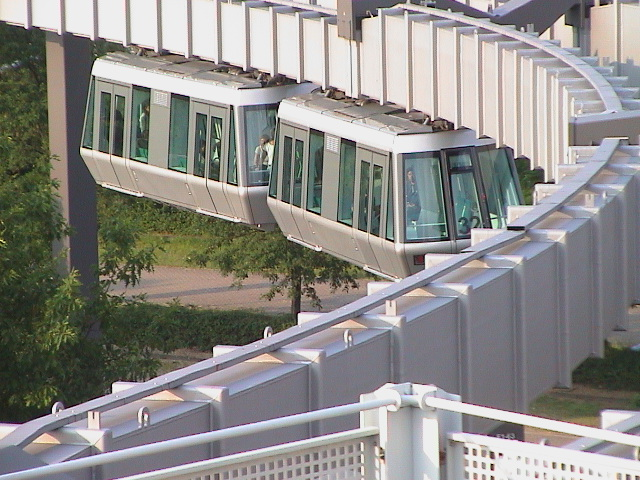
Lotnisko w Düsseldorfie – SkyTrain

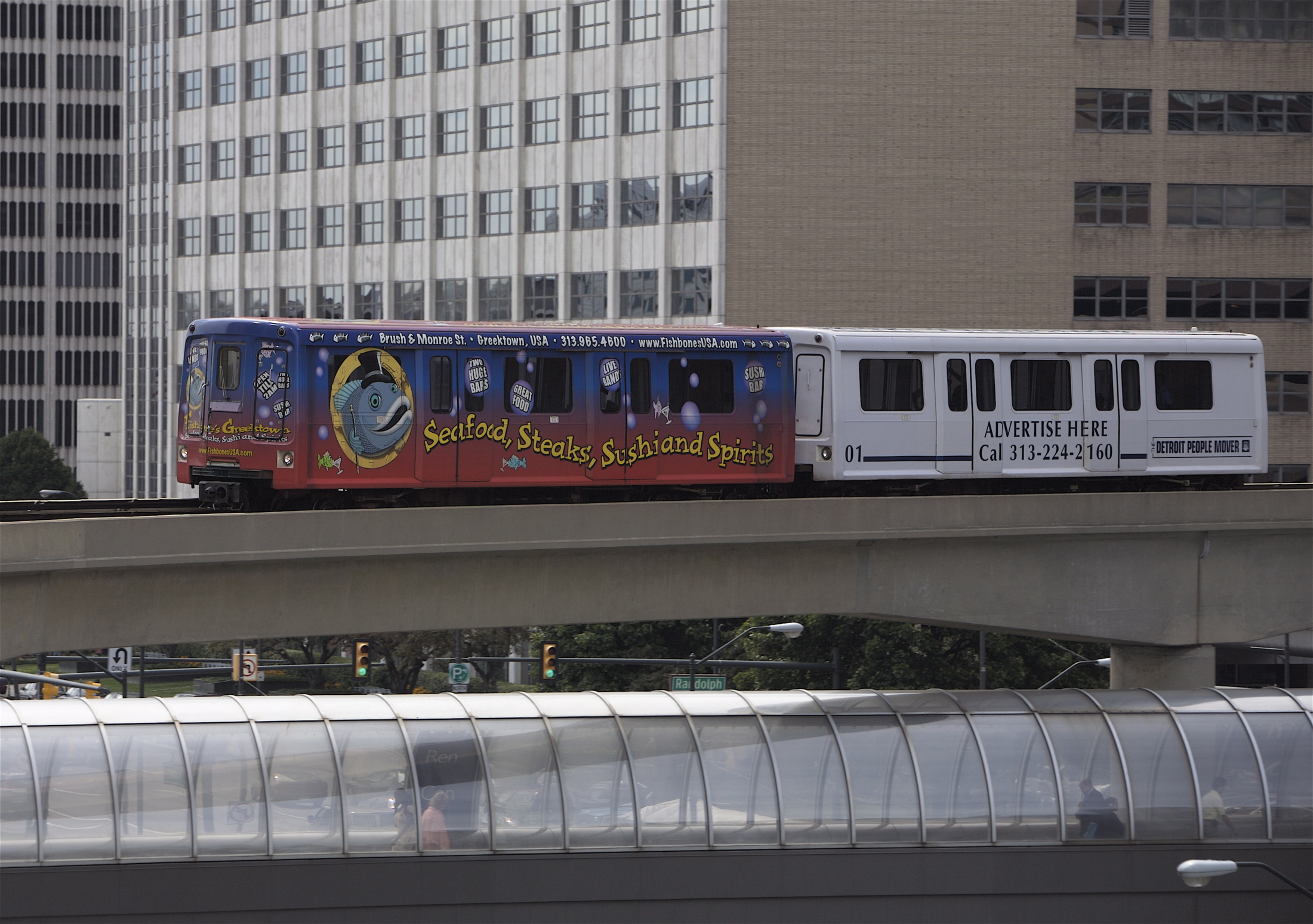
Kolejka śródmiejska: Detroit People Mover

Przykłady małych kolei automatycznych:
- liczne bezzałogowe funikulary, np.: St. Gallen – Mühleggbahn, Zurych – Rigiblick-Bahn, Laon – POMA 2000;
- kolejki w portach lotniczych, np.: ExpressTram na lotnisku Detroit (wzdłuż hallu terminalu), kolejki na lotnisku Tampa (dowożące z terminali peryferyjnych do centralnego kompleksu lotniska), CGDVAL na lotnisku Charles de Gaulle pod Paryżem (łącząca terminale); Düsseldorf – SkyTrain (jednoszynowa podwieszona, łączy lotnisko z dworcem kolei dalekobieżnej);
- kolejki śródmiejskie: Detroit – Miami Metromover (ogumiona), Detroit People Mover (konwencjonalna, silnik liniowy), Jacksonville Skyway (jednoszynowa);
- rozwożące po terenie większych zakładów publicznych: Dortmund – „H-Bahn” (jednoszynowa podwieszona; dowozi do stacji tramwaju szybkiego);
- dowożące z dzielnic peryferyjnych do centrum lub ogólnomiejskiej sieci SKM: Kobe – Portliner, Osaka New Tram
- „lekkie metro”: Lille – Metro, linie 1, 2 (VAL, obecnie najdłuższa linia bez rozgałęzień), Turyn – Metropolitana, Tajpej – linia Muzha.

Przypadki z pogranicza „dużych” i „małych” kolei automatycznych:
- Lyon – Metro linia D: długość EZT – 36,17 m, szerokość – 2,89 m (jednostka dwuwagonowa; perony dają możliwość dwukrotnego wydłużenia pociągu)
- Londyn – Docklands Light Railway: długość EZT – ok. 50 m: dwa wagony dwuczłonowe w pociągu; maksimum ze względu na długość peronów (prace nad wydłużeniem peronów do obsługi trzech wagonów są w toku)
- Nowy Jork – JFK Airtrain: pociągi jedno- lub dwuwagonowe (ok. 33 m), perony do 70 m
- Vancouver – SkyTrain: jednostki dwuwagonowe długości ok. 25 m lub 34 m, te pierwsze eksploatowane podwójnie (pociągi długości ok. 52 m). System budowano jako „metro średniej pojemności”, ale pociągi mogą osiągnąć nawet ok. 80 m długości (trzy krótsze jednostki w pociągu).

## Historia
- 1924 – Londyn: kolejka „Never Stop Railway” na Brytyjskiej Wystawie Imperialnej (Wembley), rozmontowana po zamknięciu wystawy;
- 1967 – Anaheim: kolejka „PeopleMover” w Disneylandzie; zamknięta 1995;

Państwem, w którym bardzo wcześnie zaczęto badania nad technologią „MAK”, były Stany Zjednoczone. Ważnym wydarzeniem w rozwoju kolejek automatycznych była wystawa Transpo '72 w Waszyngtonie. Prezentowane tam kilka rodzajów kolejek automatycznych uzyskało duży rozgłos. Prawdopodobnie pierwszą praktyczną realizacją była kolejka AirTrans oddana w 1974 r. na nowo otwartym lotnisku Dallas-Fort Worth. W ruchu miejskim wdrożenie jednej z technologii tam prezentowanych (firmy Westinghouse; później Adtranz) nastąpiło w 1986 w Miami; otwarto wówczas ogumioną kolejkę śródmiejską „Metromover”.
W Japonii badania nad ogumionymi kolejkami automatycznymi rozwijane były od lat 60. (Computer Controlled Vehicle System, 1976). Pierwszymi automatycznymi kolejkami na świecie, służącymi w normalnym ruchu miejskim, stały się otwarte w 1981 r. „Portliner” (w Kobe), a kilka miesięcy później – „New Tram” (w Osace). W 1983 r. wyszły państwowe przepisy określające główne wymagania techniczne w stosunku do oguminych „MAK-ów” (m.in. szerokość wagonów – 2,40 m, pojemność wagonu – 75 osób).
Koncepcja automatycznej kolejki ogumionej została opracowana dla francuskiej firmy Matra w 1971 r. z myślą o zastosowaniu w aglomeracji Lille; nadano jej nazwę „VAL” (oznaczała ona początkowo „Villeneuve-d’Ascq-Lille”). Linię tej kolei otwarto tam w 1983 r. (obecnie Métro 1). Od tej pory otwarto siedem innych linii tej kolei. Pierwsze systemy VAL miały wagony o małym przekroju (2,06 m lub 2,08 m), przyjęte z myślą o trasach podziemnych (choć stosowano je także na liniach nadziemnych, np. „Orlyval” pod Paryżem, 1991). Wagony szersze (2,56 m) zastosowano po raz pierwszy w 1989 r. w Jacksonville na linii nadziemnej. Dłuższa i poddana poważniejszym obciążeniom linia tego typu oddana została do użytku w Tajpej w 1996 r., gdzie funkcjonuje do dzisiaj.
W 1975 r. firma DUEWAG w Düsseldorfie otworzyła krótki pokazowy odcinek automatycznej kolejki podwieszonej, rok później podobna kolej powstała w Erlangen na terenie fabryki Siemensa. Według tej formuły zbudowano pierwszy odcinek „H-Bahn” na terenie Politechniki w Dortmundzie (otwarcie 1985), a w 2000 kolejkę SkyTrain na lotnisku w Düsseldorfie. Technologia ta jest obecnie własnością koncernu Siemens, który określa ją nazwą SIPEM („Siemens People Mover”).
W l. 70. „Urban Transportation Development Corporation” w Ontario (Kanada) opracowało technologię kolejki na torze konwencjonalnym, napędzanej silnikiem liniowym, nazwaną „Intermediate Capacity Transit System” („System miejskiego transportu średniej pojemności”). Jej pierwsze wdrożenie to „Scarborough Rapid Transit”, ale większym sukcesem okazał się „SkyTrain” w Vancouver – pierwszą linię otwarto w 1985 r. (obecnie Expo Line). Technologia ta, przejęta przez koncern Bombardier, określana jest obecnie jako „Advanced Rapid Transit” („metro zaawansowane technicznie”), zapewne ze względu na to, że jej zdolność przewozowa wcale nie musi być „średnia”, ale może być porównywalna z klasycznym metrem. Inne ważne realizacje tego typu to kolej Kelana Jaya w Kuala Lumpur (1998) i Air Train JFK w Nowym Jorku (2003).
Pierwszym wdrożeniem technologii maglev była zachodnioberlińska M-Bahn otwarta w 1987 r. Jej eksploatacja nie zdążyła jednak wyjść poza stadium próbne, gdyż upadek Muru Berlińskiego spowodował jej likwidację (ok. 1991; kolejkę zbudowano częściowo na rozciętej granicą linii metra). Drugą kolejkę maglev, tzw. linię Linimo, otwarto dopiero w 2005 r. – pod Nagoją.
W latach dziewięćdziesiątych zapoczątkowano wdrożenia pełnej automatycznej obsługi na liniach kolei „ciężkich”. Niekiedy zresztą były one wynikiem ewolucji od „kolei lekkiej”, jak w przypadku otwartej w 1987 r. w Londynie sieci „Docklands Light Railway” – szczególnie interesującej, bo będącej układem rozgałęźnym, początkowo z jednopoziomowym węzłem trójkątnym. Obecnie, po istotnej rozbudowie, DLR trudno już kwalifikować do „małych kolei”, zwłaszcza od momentu wydłużenia pociągów do trójwagonowych.
Nieco później pojawiły się koleje opracowywane od razu jako pełnogabarytowe metro – pierwszą była lyońska linia metra D (tzw. MAGGALY), otwarta w 1991 r. W 1997 r. linię „ciężkiego metra” bez maszynistów otwarto w Ankarze. Żadna z nich jednak, jak dotąd nie eksploatuje w normalnym ruchu pociągów pełnej długości (w Lyonie pociągi są dwuwagonowe, a przewidywano czterowagonowe, w Ankarze – trójwagonowe, przewidywano sześciowagonowe). Prawdopodobnie najwydajniejszą koleją automatyczną jest od 1998 r. linia 14 metra paryskiego, na której eksploatuje się sześciowagonowe EZT, długości 90,38 m.